# Gene Cherico
Eugene Valentino „Gene“ Cherico (* 15. April 1935 in Buffalo, New York; † 12. August 1994 in Santa Monica, Kalifornien) war ein US-amerikanischer Jazz-Bassist.

## Leben
Eugene „Gene“ Cherico begann zunächst als Schlagzeuger, wechselte jedoch zum Bass, als er das Spiel auf dem Instrument als Therapie einer Verletzung durch einen Eisenbahnunfall während seiner Militärzeit benutzte. Er studierte am Berklee College of Music in Boston, wo er die Pianistin Toshiko Akiyoshi kennenlernte, mit der fortan häufig zusammenarbeiten sollte, so bei ihrem Birdland-Auftritt 1961 mit Charlie Mariano und ihrem Candid-Album Toshiko-Mariano Quartet.
Er spielte dann von 1957 bis 1959 in der Band von Herb Pomeroy; in den 1960ern arbeitete er unter anderen mit Gary Burton, Paul Desmond/Jim Hall, Maynard Ferguson, Red Norvo, Benny Goodman, George Shearing, Stan Getz (Getz/Gilberto, 1964 und Nobody Else But Me, 1965), Peggy Lee, Carmen McRae und Peter Nero (1966–1970).
In den 1970ern ging Gene Cherico mit Frank Sinatra und Nancy Wilson auf Tournee, arbeitete mit Frank Strazzeri (1973, 1975), Louie Bellson, Lew Tabackin, Gerry Mulligan (1974), und Akiyoshi; ansonsten war er vor allem als Studiomusiker in Los Angeles und auch als Komponist tätig; so schrieb er Teile der Filmmusik von Rod Serlings Serie Night Gallery. 1973 trat er mit Terry Gibbs auf dem Concord-Festival auf. Mitte der 1980er wirkte er noch bei Aufnahmen von Bill Perkins mit; dann zwang ihn eine Erkrankung am Non-Hodgkin-Lymphom zur Aufgabe seiner Musikerkarriere, bevor er im August 1994 verstarb.